# Francisco Lopes da Cunha
Francisco Lopes da Cunha, primeiro e único barão de Catumbi (Rio de Janeiro, ? — Rio de Janeiro, 26 de fevereiro de 1874) foi um médico, político conservador e nobre brasileiro.
Em 1851 ocupou a primeira suplência do cargo de subdelegado do distrito de Santa Anna, na capital do Império, vinculado à chefatura de polícia do Ministério da Justiça. No mesmo ano era alferes médico-cirurgião do quinto batalhão, sob o comando de Mariano Procópio Ferreira Lage.
Cunha era o presidente da sessão da Câmara de Vereadores do Rio de Janeiro realizada em 7 de setembro de 1854 quando esta aprovou a construção da Estátua equestre de D. Pedro I, retomando um projeto de quando o Imperador ainda estava no Brasil e que fora abandonado.
Recebeu o título de barão do Catumbi como reconhecimento pelos vários cargos públicos que ocupara, segundo o decreto de concessão, embora neste não se fizesse constar quais teriam sido tais cargos. Assim, por decreto imperial de 14 de agosto de 1872, recebeu a "carta de brasão de armas, nobreza e fidalguia".
Era casado com Julia Alves Pereira. Em março de 1880 foi anunciado que a viúva, baronesa de Catumbi, contraíra novas núpcias com João Evangelista Vianna.